# Guilly (Indre)
Guilly – miejscowość i gmina we Francji, w Regionie Centralnym, w departamencie Indre.
Według danych na rok 1990 gminę zamieszkiwały 252 osoby, a gęstość zaludnienia wynosiła 12 osób/km² (wśród 1842 gmin Centre, Guilly plasuje się na 889. miejscu pod względem liczby ludności, natomiast pod względem powierzchni na miejscu 624.).